# Carl August Abmeyer
Carl August Abmeyer (* 20. Januar 1797 in Marienberg; † 20. März 1875 in Grimma) war ein deutscher Kantor und Komponist.

## Leben
Carl August Abmeyer war zunächst Hauslehrer in Pomßen. 1817 wurde er Quartus (Lehrer vierten Grades). 1818 wurde er zum Lehrer dritten  Grades an der Knabenschule in Grimma befördert. Im selben Jahr wurde er Kantor an der Stadtkirche und bekleidete diese Stellung bis 1860. 1836 gab er eine Sammlung zwei- und dreistimmiger Gesänge für Volksschulen heraus.

## Werke (Auswahl)

### Schriften (Auswahl)
- Sammlung, zwei und dreistimmiger Gesänge für Volksschulen : enthaltend 125 Lieder und 16 Canons : in zwei Abtheilungen, für zwei- und dreistimmigen Kinderchor (SA und SAT) a cappella, 1836  bei J.M. Gebhardt in Grimma publiziert OCLC 17713611 Es war eine der ersten Sammlungen, die das Weihnachtslied Stille Nacht, heilige Nacht enthielt.[4]

### Musikalische Komposition
- Weihnachts-Cantate: „Engel grüßen ihn in's Leben.“, zu Weihnachten 1830, für Sopran, Bass, Chor (Sopran, Alt, Tenor, Bass), Orchester (ZweiViolinen, Viola, zwei Oboen, zwei Hörner, zwei Trompeten, Pauken) und Basso continuo RISM ID: 230004900

1. Introduktion: Adagio Grave C-Dur
2. Chor. Engel grüßen ihn ins Leben. Allegro moderato C-Dur
3. Recitativ. Andante – Friede wirst du bringen in des Vaters Eigentum
4. Aria für Sopran. Andante maestoso F-Dur. Auf der Tugend stillem Pfade Neugeborner
5. Chor  Dankbar fühlen wir die Gnade